# Cá bơn thông thường
Cá bơn thông thường, cá bơn Dover hay cá bơn đen (Solea solea) là một loài cá bơn thuộc họ cùng tên thuộc bộ Cá thân bẹt. Chúng sinh sống ở những vùng nước nông với đáy nước bao phủ bởi cát hay bùn. Phân bổ địa lý của loài này ở vùng Đông Đại Tây Dương, từ miền Bắc Na Uy đến tận Senegal và hầu như ở khắp vùng Địa Trung Hải. Vào mùa Đông chúng tới trú đông ở các vùng biển ấm hơn ở phía Nam của biển Bắc.
Giống như các loài cá bơn khác, Solea solea có cả hai mắt nằm trên mặt quay hướng lên trên của cơ thể, ở đây là mặt phải (và mặt trái, nằm hướng xuống dưới đất, thì không có mắt nào). Vị trí của mắt nằm khá sát nhau nhờ đó khiến cá có thể đặt một phần lớn cơ thể chìm ngập trong cát bùn để săn mồi. Và cũng tương tự như các loài cá bơn khác, Solea solea lúc mới sinh có hai mắt nằm trên hai mặt của cơ thể như các loài cá thông thường và quá trình di chuyển vị trí của mắt chỉ bắy đầu khi các con dài được 1 cm. Kích thước của Solea solea có thể đạt đến 70 cm.
Trong ẩm thực, cá bơn Solea solea được ưa chuộng vì vị ngọt dịu và hơi béo béo như bơ, cũng dễ được lóc bỏ xương (phi-lê). Phi-lê cá bơn cũng rất thích hợp với nhiều loại gia vị khác nhau.
Cái tên "cá bơn Dover" bắt nguồn từ cảng Dover của Anh, nơi nhận về nhiều cá bơn từ các chuyến đi biển nhất trong thế kỷ 19. Tuy nhiên "cá bơn Dover" cũng là tên của loài cá thân bẹt Microstomus pacificus ở Thái Bình Dương, với thân mỏng hơn, phi-lê ít dày hơn và giá rẻ hơn.
Năm 2010, Greenpeace International đã bổ sung thêm cá bơn vào danh sách đỏ của những loài cá được tiêu thụ rộng rãi do nhu cầu cao của người dân thế giới có thể dẫn đến nạn đánh bắt cá quá mức gây suy giảm nghiêm trọng quần thể loài ngoài tự nhiên."

## Hình ảnh

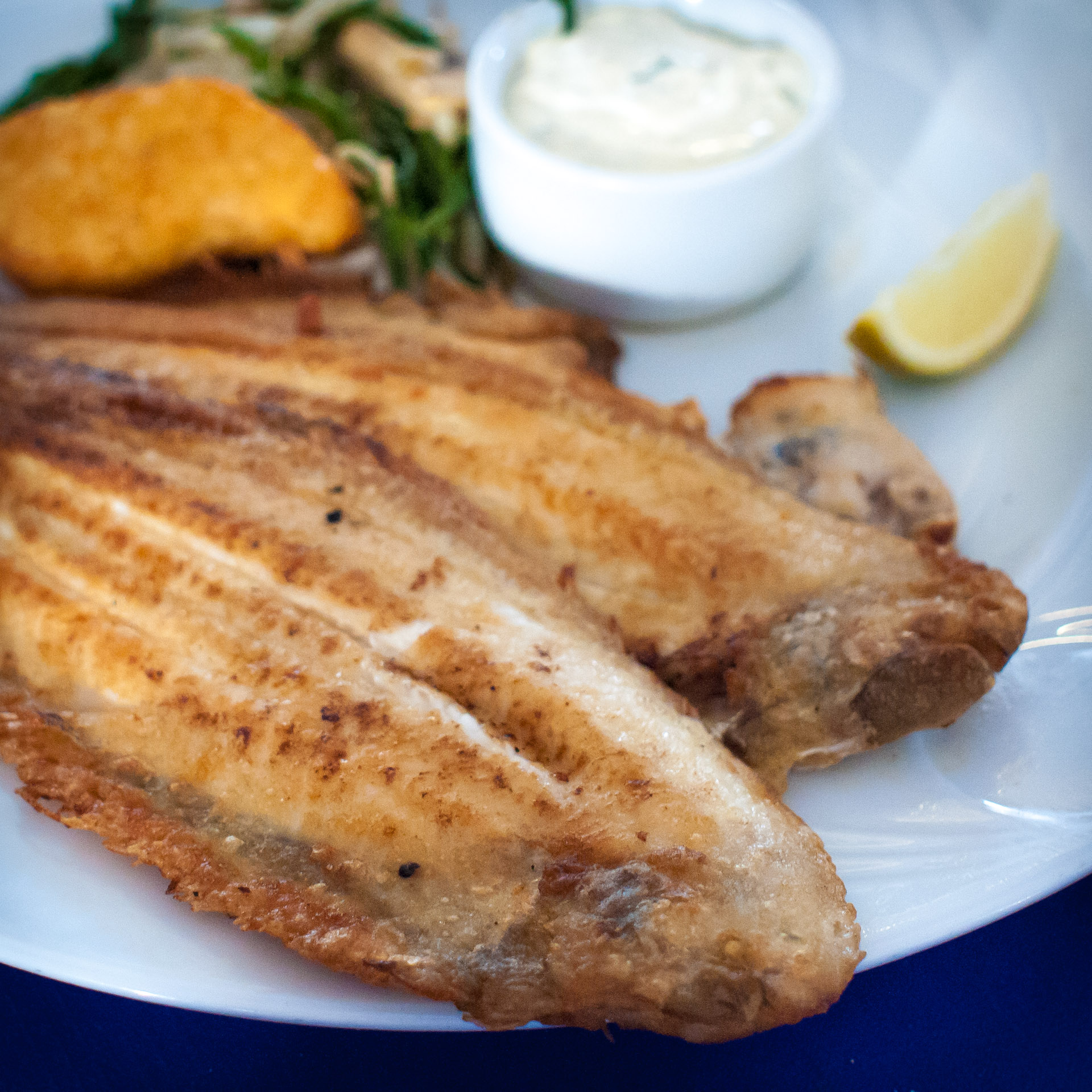
Cá bơn chiên bơ, một món thông dụng trong ẩm thực Hà Lan.
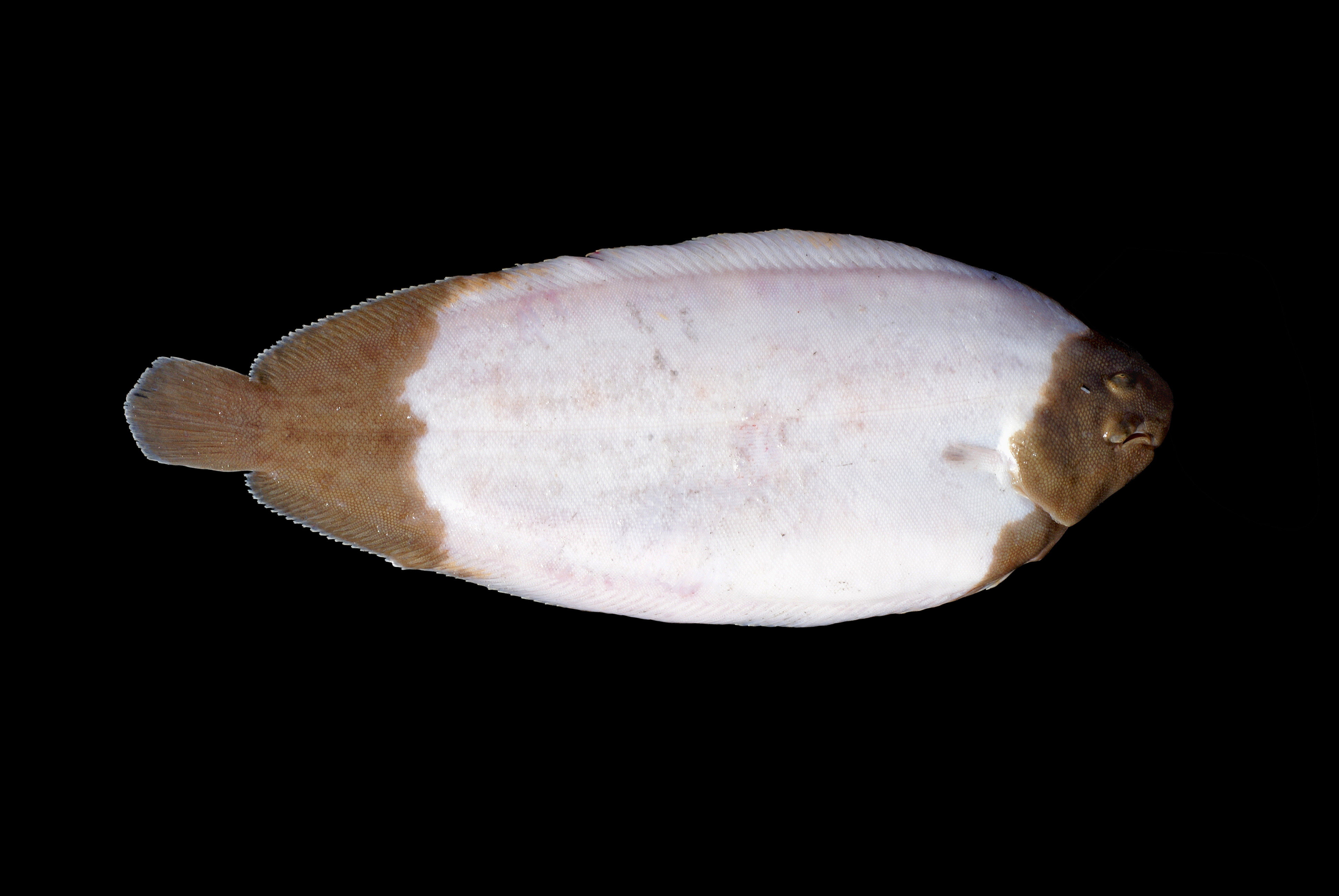
Một con cá bơn nửa đen nửa trắng bắt tại vùng biển Bắc.